# Club Sport Norte América
El Club Norte América es un equipo de fútbol amateur ecuatoriano, originario de la ciudad de Guayaquil, radicado en el sector de Latacunga, provincia de Cotopaxi. Fue fundado el 4 de julio de 1916, siendo el tercer equipo de fútbol más antiguo en existencia en el país (y el más antiguo a nivel amateur). Actualmente juega en la Segunda Categoría de Ecuador, el cual fue superado por detrás del Club Sport Patria, perdiendo un récord como el club con más participaciones en la Segunda Categoría de Ecuador, compartido con el mismo equipo hasta 2023.
El club fue nombrado Norteamérica porque se fundó un 4 de julio, en homenaje al Día de la Independencia de los Estados Unidos.
El club juega de local en el Estadio La Cocha, ubicado en la ciudad de Latacunga.
Actualmente está afiliado a la Asociación de Fútbol No Amateur de Cotopaxi.

## Historia

### Era Amateur
El 16 de julio de 1916 lo fundó un grupo de trabajadores de la Fábrica Nacional de Calzado y eligió presidente a Ángel Torres M. Pronto resolvieron pactar un encuentro con el recién fundado equipo “Comercio”, cuya base estaba en la bomba del mismo nombre en la Avenida Olmedo. El resultado fue catastrófico para los nortinos en los goles pero beneficioso para el progreso del club, pues ambas entidades se fusionaron y así el Norte pasó del Astillero a la Avenida Olmedo, en donde sentó raíces y empezó a meterse en el alma popular por la pujanza e amor a los colores que ponían sus hombres, entre los que se puede nombrar a Aurelio Herrera, Samuel “Petita” Torres, Pedro Chica, Genaro Diéguez, Guillermo “Muñeco” Ycaza, Guillermo Baquerizo, Julio Balladares, Gonzalo Maldonado (capitán del equipo), Jacinto Ochoa, Pedro “Zambo” Merizalde, Pedro Torres Cruz, Samuel Jaramillo y Vicente Quinteros.
El primer momento de grandeza de los nortinos vino en 1921 cuando el team se clasificó campeón venciendo a grandes equipos de la talla de Baquedano, Centenario, Eloy Alfaro, Córdova, Sucre y algunos más. Ya estaba en aquella época formado el equipo ideal: Manuel “Bienvenida” Cortez; “Muñeco” Ycaza y “Petita” Torres; Francisco “Mondongo” Arámbulo, “Flaco” Diéguez y Oscar “Chaleco” Suárez y Cazaratón Cantos; Francisco “Pancho chico” Rodríguez, Raymundo Ycaza, crPedro Merizalde, Antonio “Mojarra” Torres y Guillermo Baquerizo. Esa fue la alineación que empató en el tiempo reglamentario con los ingleses del Cambrian el 17 de diciembre de 1921 y que aceptó jugar 30 minutos más, pese a tener un hombre menos, para recibir un gol de agonía de los marinos visitantes que quedaron asombrados del poderío y buen jugar de los nortinos. No le fueron propicios los años siguientes hasta 1934 en que volvió por sus fueros e inició una era de grandeza en 1947. Por los años 30 fuera la era dorada del famoso “capitán” José Abdón Egas, toda una institución en la leyenda nortina, y de José Bernardino Marmolejo, pequeño jugador al que apodaban “Cambrian”.
Norte fue campeón en 1947 con un lujoso plantel en que destacaban José “Caimán” Muñoz, Carlos “Pibe” Sánchez que fue a Barcelona un año después, Altamirano, Cepeda, el “Huevero” Silva, Zapata, Galo “Papota” Torres, Carlos Peralta, Víctor “Venado” Arteaga, Enrique ‘Maestro Raymondi, “Tayiyo” Salinas, José y Jorge Egas, Víctor Lindor, Bolívar “Colorilla” Andrade y otros cracks que propiciaron el nacimiento de un mote original para el equipo albo: “El que jamás tembló”. En 1949 repitió el título de campeón del fútbol de Guayaquil.

### Era Profesional
Norteamérica junto con otros clubes guayaquileños formaron la Asociación del Fútbol del Guayas dándose el profesionalismo en el Ecuador pero en el primer año del profesionalismo quedó en último lugar. Debió jugar la promoción con Valdez, el equipo milagreño que no lo pudo vencer. Cuando nadie daba un céntimo por el equipo, los dirigentes incorporaron a Alfredo Bonnard y le dieron la alternativa a Luís “Patón” Alvarado, Gerónimo Gando, Rigoberto Reyes, Héctor Macías, Raúl Pío de la Torre y Orlando Zambrano. Se formó un cuadrazo que barrió a todos a base de criollismo, valentía y clase y fue campeón en 1952. Ese año derrotó a Deportivo Pereira y protagonizó el mejor partido de la temporada ante Emelec un 6 de septiembre. En un juego de alternativas increíbles venció a los “eléctricos” por 5 a 4. En 1954 todavía quedaban rezagos del gran equipo y consiguió victorias ante Palestino y Universidad Católica de Chile. Se fue de la Serie de Honor en 1956 y volvió en 1961 encabezado por un ídolo y leyenda del fútbol criollo, el formidable “Cholo” Fortunato Chalén, y otros grandes jugadores como Víctor Quevedo, Ulbio Camba, Tomás Egas, Manuel “Chamo” Flores, Simón Rangel, Paco Rangel, Guillermo “Pelado” Medina, Sornoza, el “Marinero” Cobos, “Perico” Guzmán, Wilfredo de la Torre y Nicanor Fernández. Fue su última gran época.
El Norte América venció 3 a 1 al Racing de Avellaneda que era el subcampeón de Argentina de ese entonces el 17 de diciembre de 1952.
En un juego de alternativas increíbles venció a los “eléctricos” por 5 a 4 y en 1954 consiguió victorias ante Palestino y Universidad Católica de Chile.

### Partidos Históricos
| Fecha                   | Rival              | Resultado | Ciudad    |
| ----------------------- | ------------------ | --------- | --------- |
| 17 de diciembre de 1921 | Buque Cambrian     | 1:2       | Guayaquil |
| 20 de diciembre de 1931 | Bolívar            | 0:0       | Guayaquil |
| 9 de marzo de 1949      | Deportivo Caldas   | 3:1       | Guayaquil |
| 16 de abril de 1949     | Almirante Saldanha | 3:1       | Guayaquil |
| 1 de febrero de 1950    | Universitario      | 2:2       | Guayaquil |
| 9 de abril de 1950      | Sporting Tabaco    | 3:2       | Guayaquil |
| 26 de abril de 1950     | Fluminense         | 4:7       | Guayaquil |
| 3 de julio de 1952      | Deportivo Pereira  | 2:3       | Guayaquil |
| 17 de diciembre de 1952 | Racing Club        | 3:1       | Guayaquil |

## Uniforme
Local: previsto (comienzo Segunda Categoría del Guayas)
Visitante: previsto (comienzo Segunda Categoría del Guayas)
Marca: Reusch

## Datos del club
- Puesto histórico: 40.° (41.° según la RSSSF)[3]
- Temporadas en Serie A: 3 (1966, 1969, 1971).[4]
- Temporadas en Serie B: 1: (1971).[4]
- Temporadas en Segunda Categoría: 55: (1967-1968, 1970, 1972-2019, 2021-2023, 2025).

## Palmarés

### Torneos locales

#### Organizados por la Federación de Foot-Ball del Guayas
- Campeonato de la Federación de Foot-Ball (1): 1921.

#### Organizados por la Federación Deportiva del Guayas
- Campeonato Amateur de Guayaquil   (3): 1933, 1947, 1949
- Subcampeón de Campeonato Amateur de Guayaquil  (1): 1948.

#### Era profesional
- Campeón del Campeonato de Guayaquil (1): 1952.
- Campeón de Segunda Categoría del Guayas (5): 1970, 1987, 1989, 1990, 2015.
- Subcampeón de Segunda Categoría del Guayas (5): 1968, 1976, 1977, 1993, 2011.

### Campeonatos Nacionales de Reservas
- Campeón Nacional Sub 14 (1): 2012

### Campeonatos Provinciales Categorías Menores
- Campeón Segunda Categoría Sub-18 (1): 2015
- Campeón AsoGuayas Sub-18 (1): 2015
- Campeón AsoGuayas Sub-14 (1): 2011
- Campeón AsoGuayas Sub-12 (1): 2011
- Subcampeón AsoGuayas Sub-12 (1): 2012
- Subcampeón Asoguayas Sub-19 (1): 2018

### Torneos amistosos
- Campeón Copa Diario El Telégrafo (1): 1921
- Campeón Copa Dunlop (1): 1928
- Subcampeón Torneo del MIC Sub 18 (1): 2012